# Bataille de Rocroi, 19 mai 1643
Pour la bataille elle-même, voir Bataille de Rocroi.
La Bataille de Rocroi, 19 mai 1643 est un tableau du peintre français François Joseph Heim, réalisé en 1834. C'est une des œuvres de la galerie des batailles du château de Versailles. 
Il représente une scène de la bataille de Rocroi, victoire de Louis II de Bourbon-Condé, au service de Louis XIV, sur les troupes espagnoles de Francisco de Melo, au service de Philippe IV.

## Localisation
Les toiles de la galerie des batailles étant disposées par ordre chronologique, elle est placée entre celles représentant l'entrée d'Henri IV à Paris (1594) et la bataille de Lens (1648).

## Description

### Suport matériel
La Bataille de Rocroi est une huile sur toile, de 4,65 m de haut sur 5,43 m de long. 

### Scène représentée
Louis II de Bourbon-Condé (alors duc d'Enghien, il devient prince de Condé en 1646), ultérieurement appelé « le Grand Condé », est au centre du tableau, vêtu de blanc et chevauchant un cheval blanc. Il est environné de cavaliers (à droite) et de fantassins (à gauche). En arrière-plan à gauche, on voit une plaine envahie de fumée (sans doute la fumée des canons). 
Un homme, habillé en tenue civile (il porte des chaussures, et non pas des bottes), se prosterne devant le cheval du duc d'Enghien, suppliant, mais il a la tête tournée vers les cavaliers et ne semble pas le voir.

## Historique
En 1833, le roi Louis-Philippe, au pouvoir depuis trois ans, décide de convertir le château de Versailles en musée historique de la France. La galerie des batailles est inaugurée en 1837. 33 toiles monumentales y sont disposées, dépeignant des épisodes militaires de l'histoire de France.
François Joseph Heim peint la toile en 1834.